# Gunnar Thoresen (labdarúgó)
Gunnar Thoresen (Larvik, 1920. július 21. – Larvik, 2017. szeptember 30.) válogatott norvég labdarúgó, csatár. Fia Hallvar Thoresen válogatott labdarúgó, edző.

## Pályafutása

### Klubcsapatban
1937 és 1962 között a Larvik Turn csapatában játszott, ahol három bajnoki címet nyert az együttessel. Két alkalommal lett a norvég bajnokság gólkirálya.
1946 és 1959 között 64 alkalommal szerepelt a norvég válogatottban és 22 gólt szerzett. Tagja volt az 1952-es helsinki olimpián részt vevő válogatottnak.

## Sikerei, díjai
Larvik Turn
- Norvég bajnokság
  - bajnok: 1952–53, 1954–55, 1955–56
  - gólkirály: 1952–53, 1953–54